# 奥利弗·李
奥利弗·羅伯特·"奧利"·李（Oliver Robert  "Olly" Lee，1991年7月11日—），英格蘭足球運動員，司職中場，現效力于英格蘭足球乙級聯賽卢顿足球俱乐部。

## 球員生涯

### 西汉姆联
奧利·李在西汉姆联展開足球員生涯，加入成為青年軍並於2009年簽下職業合約。他是青年隊隊長，亦曾在預備組上場及在。在2011年3月被外借至英甲球隊达根汉，4月2日對埃克塞特的聯賽中首次出場，以2-1落敗。外借期間共上場5次，5次均落敗，球隊宣佈保級失敗並降級至英乙。
2011年8月，奧利·李重返达根汉一個月以恢復傷患，後來外借期延長兩個月，期間他共在聯賽上場16次及1次英格蘭聯賽錦標，在聯賽打進3球。他的首個進球是在9月17日在主場對莫克姆，主射25碼自由球直射入網，但仍無法拯救球隊以2-1落敗。
2012年2月，經過兩星期在吉林汉姆的試訓後，他正式被外借至該球會一個月。2月21日主場對罗瑟勒姆的比賽中首次上場，以0-0悶和收場。後來外借期延長一個月，期間他參加了8場比賽。2011/12球季季末，奧利·李被西汉姆联釋放。

### 巴尼特
2012年7月3日，英乙球會巴尼特主教練马克·罗布森簽下奧利·李，期間獲得穩定的出場機會。但當埃德加·戴维斯加入為聯合主教練後，上場機會大減；戴维斯成為唯一主教練後，他再沒有獲得機會。2013年2月，奥利·李到伯明翰城試訓，並在3月21日外借至季末。

### 伯明翰城
外借至伯明翰城期間，他並沒有在一線隊上場，只在球季最後一輪比賽以替補球員身份觀看比賽，但他參加了不少U21發展隊的比賽並成為隊長。2013年5月，伯明翰免費簽下奥利·李，合約期為一年，球會有一年延長權。
奥利·李跟隨一線隊參加了季前熱身賽，在對阿尔费登镇打進一球。在8月6日的英格蘭聯賽盃以替補身份首次代表球隊上場對，不久之後普利茅斯進球追成平局，並進入加時比賽。10月20日對列斯聯的比賽中，由於汤姆·阿德耶米和卡勒姆·莱利因病缺席，使他能首次在英冠聯賽上場，球隊以4-0大敗。在聯賽盃第四輪對斯托克城的比賽中，他和彼得·洛文克蘭斯在79分鐘上場，後者攻進2球使比賽進入加時，奥利·李在加時再打進一球追成4-4，最後進入PK大戰，伯明翰在大戰中輸了。
2019年8月19日由赫斯 租借至基寧咸直至2020年1月27日，及後於1月9日延長租借至季尾。

## 個人生活
奧利·李的父親是前紐卡素球員罗布·李，他的弟弟埃利奥特·李亦是足球員，現效力於西汉姆联。